# Bubsheim
Bubsheim település Németországban, azon belül Baden-Württembergben. Lakosainak száma 1429 fő (2023. december 31.). Bubsheim Böttingen, Gosheim, Reichenbach am Heuberg, Wehingen, Egesheim és Königsheim községekkel határos.

## Népesség
A település népessége az elmúlt években az alábbi módon változott:
| Lakosok száma | 661  | 1348 | 1376 | 1405 | 1451 | 1429 |
|               | 1975 | 2017 | 2019 | 2021 | 2022 | 2023 |